# Thaumaleus semilirostratus
Thaumaleus semilirostratus är en kräftdjursart som beskrevs av Isaac 1974. Thaumaleus semilirostratus ingår i släktet Thaumaleus och familjen Monstrillidae. Inga underarter finns listade i Catalogue of Life.